# Tethya varians
Tethya varians är en svampdjursart som beskrevs av Sarà och Bavestrello 1998. Tethya varians ingår i släktet Tethya och familjen Tethyidae.
Artens utbredningsområde är havet utanför Kap Verde. Inga underarter finns listade i Catalogue of Life.